# Templo de la Ciudad de Guatemala
El Templo de la Ciudad de Guatemala, Guatemala, es el nombre oficial de uno de los templos construidos y operados por la Iglesia de Jesucristo de los Santos de los Últimos Días, el número 32 construido por la iglesia y el primero en América Central, ubicado en la ciudad de Guatemala. El templo es el tercer templo de la iglesia en ser construido en un país de habla hispana, precedido por el Templo de Santiago (Chile) y el Templo de la Ciudad de México. Previo a la construcción del templo en el país, los fieles de Guatemala viajaban al Templo de Mesa (Arizona) para su ceremonias eclesiásticas.

## Historia
Los templos de la Iglesia de Jesucristo de los Santos de los Últimos Días son construidos con el fin de proveer ordenanzas y ceremonias consideradas sagradas para sus miembros y para quienes son necesarias para la salvación individual y la exaltación familiar. La doctrina SUD de los templos tiene su origen en 1832, dos años después de la organización de esta iglesia, cuando su fundador José Smith recibiera lo que es considerado en el movimiento de los Santos de los Últimos Días como una revelación divina en la que el Señor Jesús le refiriera el deseo de que se construyeran templos. En 1836 Smith y su iglesia completaron el templo de Kirtland, el primer templo SUD, en la ciudad de Kirtland, Ohio.
En 1942 el estadounidense y devoto SUD John O'Donnal, graduado de la Universidad de Arizona y empleado por el Departamento de Agricultura de los Estados Unidos, fue enviado a Guatemala para trabajar en un proyecto para desarrollar el crecimiento de árboles de caucho natural para satisfacer una necesidad crítica en medio de la guerra que azotaba al mundo. En 1946, O'Donnal viajó, a la edad de 24 años, a Salt Lake City para solicitar que la iglesia enviara misioneros proselitistas a Guatemala. Los primeros misioneros, un total de cuatro, fueron enviados a Guatemala en 1947. En 1948, la esposa de O'Donnal, Carmen fue la primera persona nativa de Guatemala en ser bautizada en el país. Entre 1995 y 1997 el crecimiento de la iglesia en Guatemala era de aproximadamente 5% de incremento anual de conversos. En comparación, la iglesia publicó un crecimiento anual de conversos de 24% en Paraguay, 18% en Nicaragua y 11% en Honduras, El Salvador y Panamá. La primera estaca de la iglesia en América Central fue organizada en la Ciudad de Guatemala en mayo de 1967.
En 1956, quien sería luego el presidente de la iglesia SUD Harold B. Lee, visitó Guatemala y anunció extraoficialmente que se construiría un templo en el país para el recogimiento de los santos lamanitas del presente. Más de dos décadas después, el 1 de abril de 1981, Spencer W. Kimball el presidente de la iglesia, anunció públicamente planes para la construcción oficial del actual templo de Guatemala. O'Donnal fue llamado por la iglesia para servir como el primer presidente del Templo de la Ciudad de Guatemala.

## Anuncio
En 1956 John O'Donnal, quien trajo los misioneros SUD al país sufrió un accidente de tránsito. Durante su hospitalización, O'Donnal refirió haber tenido una epifanía en la que Cristo le mostraría que en un día futuro se construiría un templo en Guatemala. Ese año el primer grupo de conversos de Guatemala y El Salvador viajaron en autobús hasta el templo de Mesa. Ambos eventos fueron considerados como hitos espirituales en un anuncio futuro de un templo en Guatemala. 
Durante los años 1980, la iglesia habío estado construyendo templos con un diseño de un único pináculo, incluyendo del Templo de Santiago (Chile). Los primeros templos en Utah fueron construidos con seis torres, simbolismo del sacerdocio restauracionista, comenzó con el Templo de Salt Lake City. Una forma muy simplificada de torres de sacerdocio contrastantes se expresa en los templos de Manti y Logan. El templo de Boise fue el inicio de la continuidad de la iconografía del sacerdocio con seis torres así como el diseño de los subsiguientes templos incluyendo el templo de la Ciudad de Guatemala, la cual es arquitectura hermana del templo de Boise. Estos templos se construyeron con un nuevo diseño más pequeño que pretendía ser más eficiente en uso y operación. El diseño lo caracteriza un estilo gótico moderno con sus torres y numerosos arcos, aunque son más curvos que el característico estilo gótico.
El templo fue anunciado durante la conferencia general el 1 de abril de 1981, a ser construido en una pequeña colina de Vista Hermosa en la zona 15 de la capital.

## Dedicación
La construcción del templo comenzó con una ceremonia celebrando la primera palada el 12 de septiembre de 1982, en un terreno de 11 610 pies cuadrados (1078,6 m²), presidida por autoridades locales. El día anteior se realizó las ceremonias de la primera palada del Templo de Lima (Perú), la segunda vez que dos templos recibieron la primera palada en días subsiguientes. Previo a ello, la iglesia realizó la primera palada de dos templos en dos días a favor del templo de Nukualofa y el templo de Apia en el sur del Pacífico el 18 y 19 de febrero de 1981 respectivamente. El hito se volvió a repetir en 1998 con el templo de Campinas y el Templo de Porto Alegre, Brasil.
Dos años después, el 14 de diciembre de 1984, Gordon B. Hinckley dedicó el templo para sus actividades eclesiásticas en 10 sesiones. Antes de ello, entre el 27 de noviembre y el 10 de diciembre de ese mismo año, la iglesia permitió un recorrido público de las instalaciones y del interior del templo al que asistieron más de 24.000 visitantes.

## Características
El templo de la Ciudad de Guatemala se construyó en un terreno de media hectárea: tiene un total de 1.080 m² de construcción y cuenta con cuatro salones para ordenanzas SUD y tres salones de sellamientos matrimoniales. La arquitectura es una adaptación moderna de un diseño de seis pináculos, y en su punto más alto el templo mide 38 metros. El templo de la Ciudad de Guatemala veía miembros de toda Centroamérica y las islas del Caribe entrar por sus puertas. El número de regiones que tienen al templo de Guatemala como el templo más cercano a sus localidades es cada vez menor. Se ha construido el Templo de San José, Costa Rica, el Templo de Santo Domingo (República Dominicana), el Templo de San Salvador (El Salvador) y el Templo de Quetzaltenango (Guatemala) y el Templo de Tegucigalpa (Honduras).

## Centro de Capacitación Misional
Un comunicado de prensa de la iglesia anunció el cierre del Centro de Capacitación Misional ubicado en la cuadra al noroeste del Templo de la Ciudad de Guatemala en enero de 2020. El cierre de las instalaciones permitirá una mejor utilización del CCM de México, que cuenta con alojamiento para grandes grupos de misioneros en su proceso de preparación incluyendo la educación del idioma español. El uso del edificio de Guatemala es determinado en consulta con las autoridades generales y locales.